# Salix burqinensis
Salix arctica
Espèce
Classification APG III (2009)
Salix burqinensis est une espèce de plantes à fleurs de la famille des Salicaceae. C'est un arbre avec des rameaux brunâtres tournant au doré et des feuilles de 6 à 10 centimètres de long pour 1,5 à 3 cm de large. L'espèce est originaire de Chine.

## Description
Salix burqinensis est un arbre pouvant atteindre 15 mètres de haut avec un tronc de 50 centimètres de diamètre à hauteur de poitrine.
Les chatons mesurent 3 à 5 cm de long et 5 à 10 mm de large. La floraison a lieu en mai.
L'arbre est parfois confondu avec Salix alba.

## Répartition et habitat
L'espèce est originaire du nord de la province du Xinjiang et pousse au bord des rivières jusqu'à 500 m d'altitude,.